# ورونیکا کشیانژکیه‌ویچ
ورونیکا کشیانژکیه‌ویچ (لهستانی: Weronika Książkiewicz؛ زادهٔ ۲۱ مارس ۱۹۸۱) بازیگر اهل لهستان است.
از فیلم‌ها یا مجموعه‌های تلویزیونی که وی در آن‌ها نقش داشته‌است، می‌توان به مسکوی کوچک، نیمه سوم، فوریوزا، گوش آقای رئیس، پیت‌بول، اولا بی‌ریخته، اجاره‌نشین‌ها، لندنی‌ها، کارول: مردی که پاپ شد، کلبه جنگلی، پدر متیو، سیاره مجرد، در خیابان سپولنی و هتل ۵۲ اشاره نمود.